# Centro Comunitário de Lésbicas, Gays, Bissexuais e Transgêneros
O Centro Comunitário de Lésbicas, Gays, Bissexuais e Transgêneros (em inglês: Lesbian, Gay, Bisexual & Transgender Community Center), também conhecido como O Centro (anteriormente Lesbian and Gay Community Services Center), é uma organização sem fins lucrativos que atende a população de lésbicas, gays, bissexuais e transgêneros (LGBT) da cidade de Nova Iorque e comunidades próximas. O centro está localizado na West Village, na 208 West 13th Street, em Lower Manhattan, em um edifício histórico.